# هدف شماره یک
هدف شمارهٔ یک (به انگلیسی: Target Number One) یا تحت تعقیب (به انگلیسی: Most Wanted) یا مظنون شمارهٔ یک (به فرانسوی: Suspect numéro un) فیلمی است در ژانر جنایی و درام محصول ۲۰۲۰ کانادا. فیلم را دانیل رابی کارگردانی کرده و هنرپیشگانی چون آنتوان اولیویه پیلون، جیم گافیگان و جاش هارتنت در آن به ایفای نقش پرداخته‌اند. فیلم برپایهٔ داستان واقعی آلن الیویه -معتاد مواد مخدری که با پرونده‌سازی سازمان اطلاعات امنیت کانادا هشت سال را در تایلند در زندان گذراند- ساخته شده است. 

## داستان
ویکتور مارالک روزنامه‌نگاری کنجکاو است که بر روی پرونده‌های قاچاق مواد مخدر کار می‌کند. در یکی از این پرونده‌ها متوجه می‌شود که یکی از این قاچاقچیان به نام دانیل لژه در تایلند زندانی شده است. در پروندهٔ دستگیری او با همکاری پلیس کانادا، یک مأمور پلیس این کشور کشته شده است. او هنگام تهیهٔ گزارشی دربارهٔ این ماجرا درمی‌یابد که پلیس از ارائهٔ هرگونه اطلاعاتی در این باره خودداری می‌کند. پس شخصاً به تایلند می‌رود، ولی متوجه می‌شود که سفارت کانادا از زندان تایلند خواسته تا نام او را در لیست سیاه ملاقات‌کنندگان قرار دهد. سرانجام مارالک با روابطی که در پلیس تایلند داشت موفق به دیدار با دانیل لژه می‌شود، ولی خارج از انتظار او را جوانی معتاد و درمانده می‌بیند که شباهتی به یک قاچاقچی سرشناس مواد مخدر ندارد. پس از مصاحبه با او راز ماجرا فاش می‌شود. لژه یک معتاد آس و پاس بوده که پلیس کانادا پس از اینکه مظنون واقعی یک پرونده را گم می‌کند، او را به زور سوار هواپیما کرده و برای خرید مواد مخدر به تایلند می‌فرستند. ولی لژه تنها می‌تواند دو کیلوگرم مواد از یک فروشندهٔ خرده‌پا تهیه کند. در جریان دستگیری او ناخواسته گلوله‌ای از تفنگ یک مأمور کانادایی شلیک می‌شود که منجر به مرگ مأمور دیگری می‌شود. لژه دستگیر و زندانی می‌شود و افسران پلیس با وجود افتضاحی که به بار آورده‌اند مورد تقدیر رسمی قرار می‌گیرند. کانادایی‌ها مارالک را برای جلوگیری از انتشار گزارش تحت فشار می‌گذارند و همسر و کودک نوزادش را تهدید می‌کنند. او از کار بیکار می‌شود. با این وجود افشای حقیقت نتیجتاً کار خود را می‌کند و لژه آزاد شده و مارالک نیز دوباره مشاغل خود را بازمی‌یابد. 